# STeLA
STeLA（ステラ、英: Science and Technology Leadership Association）は、米国・ボストン近郊の大学（マサチューセッツ工科大学・ハーバード大学など）で学ぶ日本人留学生によって、2006年に設立された、科学技術分野における次世代のリーダーシップ育成と国際的なネットワーク構築を目指す、学生主体の国際的な組織。2010年に米国支部、2012年に日本支部がそれぞれNPO法人化した。

## 組織構成
2011年4月現在、STeLAは以下の4か国の支部からなる。
- STeLA-USA：マサチューセッツ工科大学 (MIT)・ハーバードの学生を中心とたボストンの拠点と、スタンフォード大学・バークレー・カリフォルニア大学サンフランシスコ校 (UCSF) の学生を中心としたサンフランシスコの拠点を持つ。なお、意思決定等はSTeLA USAとして統一して行われる。
- STeLA-Japan：東京にて、東京大学・東京工業大学・慶應義塾大学・早稲田大学の学生を中心に活動する日本支部。
- STeLA-China：中国北京にて、北京大学・清華大学の学生を中心に活動する中国支部。
- STeLA-EU：オランダのデルフト工科大学、フランスのグランゼコール（Ecole Polytechnique, Ecole Des Mines,Ecole Centrale de Paris）の学生を中心に活動するEU支部。

## 主な活動
- STeLA Leadership Forum の運営。
- 新規STeLA支部国の立ち上げ。

## 沿革
- 2006年4月：STeLA及びSTeLA-USA 結成
- 2006年10月：STeLA-Japan 結成
- 2007年8月： STeLA Leadership Forum 2007 in Tokyo 開催
- 2007年11月：STeLA-China 結成
- 2008年8月： STeLA Leadership Forum 2008 in Boston 開催
- 2009年2月：STeLA-France 結成
- 2009年8月：STeLA Leadership Forum 2009 in Tokyo 開催
- 2010年8月：STeLA Leadership Forum 2010 in Beijing 開催
- 2011年8月：STeLA Leadership Forum 2011 in Stanford 開催
- 2012年8月：STeLA Leadership Forum 2010 in Tokyo 開催

## メディア掲載
- 2009年4月27日毎日新聞 [リンク切れ]
- 2007年8月29日毎日新聞：理系白書2007 [リンク切れ]
- 2007年4月16日毎日新聞 [リンク切れ]